# انژی برزیل
انژی برزیل (انگلیسی: ENGIE Brasil) شرکت برق برزیلی است، که در سال ۱۸۹۹ تأسیس شد.